# رز کندی
 رُز کندی (انگلیسی: Rose Kennedy؛ ۲۲ ژوئیهٔ ۱۸۹۰ – ۲۲ ژانویهٔ ۱۹۹۵) یک بشردوست اهل ایالات متحده آمریکا بود. وی مادر جان اف کندی، رابرت اف. کندی و تد کندی بود.